# Karl Fredga
Karl Fredga, född den 24 juni 1934 i Stockholm, död den 3 november 2023 i Uppsala, var en svensk genetiker. Han var son till Arne Fredga och bror till Kerstin Fredga.
Karl Fredga var professor i kromosomforskning vid Lunds universitet 1973–1981 och var från 1981 professor i genetik vid Uppsala universitet. Han invaldes 1975 som ledamot av Fysiografiska sällskapet i Lund och 1989 som ledamot av Vetenskapsakademien.